# Strukturalismus
Strukturalismus ist ein Sammelbegriff für interdisziplinäre Methoden und Forschungsprogramme, die Strukturen und Beziehungsgefüge in den weitgehend unbewusst funktionierenden Mechanismen kultureller Symbolsysteme untersuchen.

## Etymologie
Der Begriff Strukturalismus ist vom Wort Struktur abgeleitet und wurde vereinzelt seit Mitte des 19. Jahrhunderts verwendet. In der Psychologie wurde er 1907 von James Rowland Angell in einem Aufsatz über Edward Bradford Titchener eingeführt. In der Sprach- und Literaturwissenschaft wurde er seit den 1920er vom Prager linguistischen Kreis verwendet. Dort knüpfte Roman Jakobson an die Schule des Russischen Formalismus an und verwendete den Begriff „Strukturalismus“ erstmals 1929 in einem in der Prager Zeitschrift Čin auf Tschechisch unter dem Titel Romantischer Panslawismus – neue Slawistik (Romantické všeslovanství — nová slávistika) veröffentlichten Aufsatz:
Were we to comprise the leading idea of present-day science in its most various manifestations, we could hardly find a more appropriate designation than structuralism. Any set of phenomena examined by contemporary science is treated not as a mechanical agglomeration but as a structural whole, and the basic task is to reveal the inner, whether static or developmental, laws of this system. What appears to be the focus of scientific preoccupations is no longer the outer stimulus, but the internal premises of the development; now the mechanical conception of processes yields to the question of their functions.
Übersetzung:
Wollte man die Leitidee der heutigen Wissenschaft in ihren vielfältigsten Erscheinungsformen erfassen, könnte man kaum eine treffendere Bezeichnung finden als den Strukturalismus. Jede Reihe von Phänomenen, die von der zeitgenössischen Wissenschaft untersucht werden, wird nicht als mechanische Ansammlung, sondern als strukturelles Ganzes behandelt, und die grundlegende Aufgabe besteht darin, die inneren, ob statischen oder entwicklungsbedingten Gesetze dieses Systems aufzudecken. Was im Mittelpunkt der wissenschaftlichen Beschäftigung zu stehen scheint, ist nicht mehr der äußere Reiz, sondern sind die inneren Prämissen der Entwicklung; die mechanische Vorstellung von Vorgängen weicht nun der Frage nach ihren Funktionen.

## Begriff
Der Strukturalismus ist eine geistige Strömung, die ihre Hochphase in den 1960er bis 1970er Jahren hatte und teilweise als Modeerscheinung kritisiert wurde. Einen großen Konsens gibt es noch zur Zeit der Entstehung mit der Genfer Schule der Linguistik um Ferdinand de Saussure und der Prager Schule in den 1920er Jahren gegen eine rein historische Betrachtung der Sprache. Übertragungen auf der Suche nach festen Strukturen ergaben sich für die Völkerkunde, die Geschichts- und die Literaturwissenschaft, über das Denken für die Psychologie/Psychoanalyse und Philosophie des Geistes. Über den akademischen Austausch (Leonard Bloomfield) und die Emigration bildeten sich US-amerikanische/kanadische Schulen aus. In der Hochphase prägten viele französische Forscher die Strömung, teilweise in Opposition zur angelsächsischen Analytischen Philosophie. Auch der Marxismus stand in Opposition mit dem Vorwurf, die historischen Gesetze zu verkennen. Mit dem Poststrukturalismus wurde ein Ende verkündet, dessen Berechtigung und Zeitpunkt aber umstritten bleibt.
Es gibt keinen einheitlichen Strukturalismus, sondern nur strukturalistische Grundannahmen, die in den verschiedenen Strukturalismen immer wieder produktiv werden und vom System-Charakter der Struktur ausgehen: Die Struktur bedingt die Funktionalität der Teile im Verbund einer Ganzheit.
Der Strukturalismus behauptet einen logischen Vorrang des Ganzen gegenüber den Teilen und versucht, einen internen Zusammenhang von Phänomenen als Struktur zu fassen. Strukturen organisieren formal und inhaltsleer die Wirklichkeit, sie sind gegenüber den einzelnen strukturierten Elementen und konkreten Subjekten unabhängig.
Untersuchungsobjekte werden nicht für sich genommen betrachtet, da jedes einzelne Objekt überhaupt nur innerhalb eines Gesamtzusammenhangs individuierbar und betrachtbar ist und als seiend in Frage kommt. Im Fokus steht daher die Struktur, die den Objektstatus erst ermöglicht. Ein Objekt wird nicht durch Ursachenbeziehungen, nicht durch ideengeschichtliche oder andere Kontinuitäten, sondern durch seine kontextuelle Struktur, insbesondere durch Gegensatzbegriffe erklärt, die einen bestimmten Typ von Objekten bestimmbar machen und dessen Realität überhaupt erst begründen.
Beispielsweise besteht ein Wort substanziell nicht als ein isoliertes Zeichen, das etwas bedeutet, sondern durch unterschiedliche Beziehungen zu anderen Elementen der Sprache; es muss daher anstelle einzelner solcher Elemente die Struktur der Sprache und die Position der Elemente darin untersucht werden.
Das Verständnis eines Objekts ergibt sich erst durch den Vergleich mit anderen Objekten und durch die Betrachtung seiner Stellung innerhalb deren wechselseitiger Beziehungen. Die strukturalistische Methode begreift ihre Objekte nicht als an sich seiend, sondern als Objekte, die kraft ihrer Einordnung in Strukturen überhaupt erst bestehen. Diese Strukturen sind wesentlich durch die Konventionen unseres Zugriffs auf die Welt geprägt. Sie erklären, wie sich Objekte formieren und wandeln.

## Strukturelle Differenzen als Grundannahme
Die Sprache ist das primäre Paradigma strukturalistischer Forschung. Der Strukturalismus sieht in der Sprache als Zeichensystem den Grundtyp jeder ganzheitlichen Organisation der Wirklichkeit. Es gibt nach Meinung einiger Strukturalisten keine Struktur außerhalb dessen, was Sprache ist, und sei es auch eine esoterische oder gar eine nonverbale Sprache. Gilles Deleuze schreibt in seinem 1973 erstmals erschienenen Aufsatz Woran erkennt man den Strukturalismus?: „Es gibt nur insofern eine Struktur des Unbewussten, als das Unbewusste redet und Sprache ist. Es gibt nur insofern eine Struktur des Körpers, als der Körper für sprechend gehalten wird in einer Sprache, welche die der Symptome ist.“ Deleuze meinte deshalb: „Die Dinge selbst haben nur insofern Struktur, als sie einen schweigenden Diskurs abhalten, welcher die Sprache der Zeichen ist.“ Auf die Bedeutung der Sprache als Basismodell des Strukturalismus wies auch Michel Foucault hin:

„Die Strukturalisten stellen das Problem der formalen Bedingungen der Erscheinung von Sinn, wobei sie hauptsächlich vom Modell der Sprache ausgehen: die Sprache, die in sich selbst ein außerordentlich komplexer und reichhaltiger Gegenstand der Analyse ist, dient gleichzeitig als Modell für die Analyse der Erscheinungen anderer Bedeutungen, die nicht eigentlich sprachlicher Natur sind.“

Es wird zwischen der Sprache als System (langue) und der gesprochenen Sprache (parole) unterschieden. Parole ist die Aktualisierung der langue durch individuelle Sprecher. Die langue umfasst ein in sich geschlossenes, grammatisches und lautliches System, das den Sprechern der parole vorgegeben ist. Dieses synchronisch organisierte System steht in jedem Gehirn virtuell zur Verfügung und strukturiert die Masse der sprachlichen Äußerungen. Die langue aktualisiert sich in der parole, hat aber keine Existenz unabhängig von ihr und ist den Sprechern meist unbewusst. Zwei weitere Merkmale der langue sind die willkürliche Natur des sprachlichen Zeichens und die differentielle Erzeugung seiner Bedeutung. Das sprachliche Zeichen besteht aus dem Signifikanten als Bedeutungsträger und dem Signifikat als Inhalt. Die Differenz zwischen den Inhalten erzeugt erst das Signifikat und den Signifikanten. Am deutlichsten wird die differentielle Natur der Bedeutung am Beispiel binärer Gegensätze wie Frau/Mann, oben/unten sowie gut/böse. Das Gute gewinnt seine Bedeutung erst durch die Differenz zum Bösen. Ohne das Böse gäbe es auch das Gute nicht. Demnach bestimmt eine Veränderung der Bedeutung des Bösen unweigerlich auch die Bedeutung des Guten neu. Neben der sprachlichen Struktur gibt es auch eine Tiefenstruktur der Kultur. Die kulturellen und gesellschaftlichen Erscheinungen lassen sich als Modelle einer umfassenderen Struktur von Differenzen nach dem Vorbild der langue erklären. Dazu gehören beispielsweise Texte aller Art oder gesellschaftliche Machtverhältnisse. Dies lässt sich am Beispiel des Schachspiels verdeutlichen: Die Bedeutung der einzelnen Schachfiguren bestimmt sich nur durch ihre funktionale Differenz zu den anderen Figuren. Ähnlich wie Schachfiguren interessieren uns individuelle Dinge und Ereignisse nur, wenn sie uns über die Beziehungen zu anderen Elementen des Systems und damit über das zugrundeliegende System selbst informieren.

## Struktur als Eigenschaft von Systemen
Es ist eine Grundthese des Strukturalismus, dass Zeichen nicht durch Selbstbezug, sondern über das Geflecht anderer Zeichen Sinn erzeugen. Deshalb ist Sinn nie vollständig präsent, sondern immer aufgeschoben. Zudem sind die Strukturen nicht stabil und geschlossen, sondern veränderlich und offen. Sinn ist letztlich unbestimmt und beweglich. Strukturen werden als verborgene Eigenschaften von Systemen verstanden. Sie erschließen sich einem Wissenschaftler erst dann, wenn er sich dem System mit einer geeigneten Ausgangshypothese nähert. Wenn dabei Strukturen aufgedeckt werden, so handelt es sich nicht um Eigenschaften des untersuchten Objekts, sondern um Eigenschaften der Theorie des Objekts. Diese dienen dazu, das gefügehafte Verhältnis der Elemente zu beschreiben:
- Das Gefüge ist mehr als die Elemente, aus denen es besteht (Totalität).
- Die Elemente hängen alle gegenseitig voneinander ab. Jede Veränderung eines Elements zieht die Veränderung der übrigen nach sich (Interdependenz).
- Die Elemente verändern sich nach gewissen Regeln (Transformation).
- Diese Veränderung reguliert sich selbst (Selbstregulierung).
- Das Gefüge bewahrt durch alle Zustände hindurch, die es annehmen kann, seine Selbstidentität. In jedem seiner Zustände kann es von einem anderen Gefüge klar unterschieden werden (Invarianz).
- Das Gefüge kann mit Hilfe einer Reihe von genau festgelegten Operationen erzeugt werden (Möglichkeit der effektiven Definition).

## Segmentierung als Methode
Der Strukturalismus beruht auf der Grundannahme, dass Phänomene nicht isoliert auftreten, sondern in Verbindung mit anderen Phänomenen stehen. Nicht die Dinge selbst werden deshalb betrachtet, sondern die Relationen zwischen den Dingen. Die zu untersuchenden Phänomene sind in der Regel sehr komplex. Deshalb müssen zunächst bestimmte ihrer Erscheinungen ausgeschlossen und Teilaspekte isoliert betrachtet werden. Durch ihre Erklärung soll die Einsicht in komplexere Zusammenhänge vorangetrieben werden. Der Bereich des Beobachtbaren wird deshalb eingeteilt in strukturell beschreibbare und strukturell nicht beschreibbare Sachverhalte. Die beschreibbaren Phänomene werden segmentiert. Zwischen den Segmenten wird ein Zusammenhang rekonstruiert:

„Der strukturale Mensch nimmt das Gegebene, zerlegt es, setzt es wieder zusammen; das ist scheinbar wenig (und veranlaßt manche Leute zu der Behauptung, die strukturalistische Arbeit sei ‚unbedeutend, uninteressant, unnütz‘ usw.). Und doch ist dieses Wenige, von einem anderen Standpunkt aus gesehen, entscheidend; denn zwischen den beiden Objekten, oder zwischen den beiden Momenten strukturalistischer Tätigkeit, bildet sich etwas Neues, und dieses Neue ist nichts Geringeres als das allgemeine Intelligible: das Simulacrum, das ist der dem Objekt hinzugefügte Intellekt, und dieser Zusatz hat insofern einen anthropologischen Wert, als er der Mensch selbst ist, seine Geschichte, seine Situation, seine Freiheit und der Widerstand, den die Natur seinem Geist entgegensetzt. [...] Die Struktur ist in Wahrheit also nur ein Simulacrum (Abbild, Schattenbild) des Objekts, aber ein gezieltes, ‚interessiertes‘ Simulacrum, da das imitierte Objekt etwas zum Vorschein bringt, das im natürlichen Objekt unsichtbar oder, wenn man lieber will, unverständlich blieb. [...] Schöpfung oder Reflexion sind hier nicht originalgetreuer ‚Abdruck‘ der Welt, sondern wirkliche Erzeugung einer Welt, die der ersten ähnelt, sie aber nicht kopieren, sondern verständlich machen will. [...] Nicht durch die Natur des kopierten Objekts wird eine Kunst definiert (ein hartnäckiges Vorurteil jedes Realismus), sondern durch das, was der Mensch, indem er es rekonstruiert, hinzufügt: die Technik ist das Wesen jeder Schöpfung. [...] Das Objekt wird neu zusammengesetzt, um Funktionen in Erscheinung treten zu lassen, und das ist, wenn man so sagen darf, der Weg, der das Werk hervorbringt; aus diesem Grund sollte man nicht von strukturalistischen Werken sprechen, sondern von strukturalistischer Tätigkeit.“

Dabei ist unter Umständen eine den Segmenten zugrunde liegende weitere, abstraktere Beschreibungsebene anzusetzen, auf der wieder eine Segmentierung ihrer Einheiten möglich ist. In allen Fällen wird versucht, die analysierten Phänomene mit einer Art „Gitternetz“ zu erfassen (synchronische und diachronische Anordnung ihrer Symbole), in dem jedes Element durch die Merkmale, Korrelationen und Oppositionen bestimmt ist, die sich aus dem Verhältnis der Elemente untereinander ableiten lassen. Das einzelne Element darf nicht in sich, sondern muss in seiner Funktion in der Gesamtheit des synchronischen Systems verstanden werden. Die Dinge werden also in einem strukturierten und kohärenten System dargestellt. Die Kenntnis der synchronischen Beziehungen gehen den Beobachtungen des diachronischen Prozesses voraus. Es genügt dabei nicht, systemimmanent die Evolution der Funktionen einzelner Strukturen zu betrachten. Um Veränderungen zu verstehen, müssen die Beziehungen eines Systems auch zu allen anderen Systemen menschlicher Aktivität in den Blick kommen.

## Entwicklung

### Ferdinand de Saussure
Als einer der Begründer des Strukturalismus gilt der Genfer Sprachwissenschaftler Ferdinand de Saussure (1857–1913), der zu Beginn des 20. Jahrhunderts Vorlesungen über Allgemeine Sprachwissenschaft hielt (Cours de linguistique générale), in denen er die Grundlage für seine neue Methode schuf. Seine Vorlesungen wurden erst postum 1916 veröffentlicht. Saussure selbst verwendet den Begriff „Strukturalismus“ nicht. Laut Saussure gründen die einzelnen Redeereignisse (parole), durch die die Möglichkeiten des Systems (langue) variantenreich verwirklicht werden, in einem Beziehungsgefüge, dessen Glieder nicht substantiell bestimmt sind, sondern „in dem Geltung und Wert des einen nur aus dem gleichzeitigen Vorhandensein des anderen sich ergeben.“ De Saussure versteht Sprache als ein System von Zeichen, das heißt von im Prinzip arbiträren Verbindungen von Signifikant (Ausdruck) und Signifikat (Inhalt). Ein Zeichen sei nicht die sinnliche Inkarnierung einer zuvor bestehenden mentalen Bedeutung. Bedeutung werde allein durch Zeichen erzeugt. Bedeutung entstehe nicht durch Referenz auf Gegenstände oder Gedanken, sondern allein durch die Unterschiede des Zeichens zu anderen Zeichen im System. Neuartig ist bei Saussure die Anwendung präziser Analysemethoden mit Anleihen an denen der Naturwissenschaften auf einen Gegenstandsbereich wie den der Sprachwissenschaft. Viele Konzeptionen der modernen semiotischen Teildisziplinen haben hier ihre Ursprünge. Von Struktur spricht de Saussure aber nur am Rande und in untergeordneter Bedeutung, von Strukturalismus spricht er gar nicht.

### Edward Bradford Titchener
Ein früher Vertreter des Strukturalismus in der Psychologie war Edward Bradford Titchener (1867–1927), ein Schüler von Wilhelm Wundt. Er wird zum elementaristischen Strukturalismus als Vertreter der Faktorenanalyse gezählt im Gegensatz zur eher holistischen Gestaltpsychologie. Er war der Erste, der zwischen Strukturalismus und Funktionalismus in der amerikanischen Psychologie unterschied. Entsprechend dem Forschungsansatz Wundts stellte er sich in Gegensatz zu dem eher darwinistisch bestimmten, der Lebens- und Arterhaltung dienenden Funktionalismus von William James, indem er auch Gedankeninhalte zum Gegenstand der Forschung machte.

### Roman Jakobson
Einer der prägendsten Strukturalisten des 20. Jahrhunderts war Roman Ossipowitsch Jakobson, ein Hauptvertreter der Prager Schule. Er arbeitete strukturalistische Zeichen-, Sprach-, Kommunikations- und Literaturtheorien aus. Nach Jakobson bedeutet Strukturalismus, Phänomene als ein strukturiertes Ganzes zu betrachten und die statischen oder dynamischen Gesetze des jeweiligen Systems freizulegen. Damit knüpft er an Edmund Husserls Phänomenologie der Sprache an. Phänomenologie fungiere für den Strukturalismus als Fundamentalbetrachtung. Jeder Begriff sei eine phänomenologische Bestimmung. Die Urteilenden seien von ihrem jeweiligen Standpunkt abhängig. Die Fragestellungen seien subjektorientiert. Um den Gegenstand an sich betrachten zu können, sei es erforderlich, das Unwesentliche auszuklammern anstatt vorhandenes Wissen anzuhäufen und eine Synthese zu bilden. Die Differenzqualität des Gegenstands gegenüber anderen Gegenständen sei zu berücksichtigen.

„Die Überwindung der Statik, die Vertreibung des Absoluten, das ist das wesentliche Pathos der neuen Zeit […].“

Jakobson wendet sich gegen eine Zerstückelung des Wissens und setzt sich für eine ganzheitliche Betrachtungsweise ein. Er betonte unter dem Eindruck von Charles Sanders Peirce die Bedeutung der Begriffe Ikonizität (Bildhaftigkeit) und Indexikalität (Kontextabhängigkeit) und unterschied zwischen Metapher und Metonymie. Jakobson erkannte die binaristische Grundstruktur der Sprache, die in allen sprachlichen Operationen wirkt. Rein willkürliche Zeichen existieren nach Jakobson nicht. Alle Zeichen seien in gewisser Weise motiviert. Synchronie und Diachronie bildeten eine untrennbare dynamische Einheit.

„Die Gegenüberstellung von Synchronie und Diachronie war eine Gegenüberstellung von Systembegriff und Evolutionsbegriff. Sie verliert ihr prinzipielles Gewicht, sofern wir anerkennen, daß jedes System notwendig als Evolution vorliegt und andererseits die Evolution zwangsläufig Systemcharakter besitzt.“

### Claude Lévi-Strauss
Der französische Ethnologe Claude Lévi-Strauss hat mit seinen ethnosoziologischen Studien wichtige Beiträge zur Struktur von Familien, totemischen Clans und den Mythen der Menschheit vorgelegt. Soziales Leben ist für Lévi-Strauss ein Austausch von Zeichen und ein Lesen der Symbole. Es ist für ihn Sprache im weitesten Sinn. Im Fall des soziologischen wie des linguistischen Studiums sei man im vollen Symbolismus. Es sei das Unbewusste, das den gemeinsamen und spezifischen Charakter der sozialen Gegebenheiten schaffe. Das Unbewusste sei verantwortlich für das symbolische Denken, es sei eine Kategorie des kollektiven Denkens. Das Vokabular bekomme Bedeutung für uns selbst und für die anderen nur insoweit, als das Unbewusste es gemäß seinen Regeln organisiere und aus ihm einen Diskurs mache. Das Vokabular bedeute weniger als die Struktur. Die Struktur bleibe die gleiche, und durch sie verwirkliche sich die symbolische Funktion. Lévi-Strauss betrachtet Kultur als einen Zusammenhang symbolischer Systeme, an deren Spitze die Sprache, die Heiratsregeln, die Wirtschaftsbeziehungen, die Kunst, die Wissenschaft und die Religion stehen.

„Wenn, wie wir meinen, die unbewusste Tätigkeit des Geistes darin besteht, einem Inhalt Formen aufzuzwingen, und wenn diese Formen im Grunde für alle Geister, die alten und die modernen, die primitiven und die zivilisierten [...] dieselben sind – wie die Untersuchung der symbolischen Funktion, wie sie in der Sprache zum Ausdruck kommt, überzeugend nachweist –, ist es notwendig und ausreichend, die unbewusste Struktur, die jeder Institution oder jedem Brauch zugrunde liegt, zu finden, um ein Interaktionsprinzip zu bekommen, das für andere Institutionen und andere Bräuche gültig ist, vorausgesetzt natürlich, dass man die Analyse weit genug treibt.“

Die Mythen der unterschiedlichen Kulturen sind nach Lévi-Strauss Modelle eines auf Ganzheit zielenden wilden Denkens. Nicht die Menschen denken in Mythen, sondern die Mythen denken sich in den Menschen ohne deren Wissen. Unabhängig von ihren verschiedenen Inhalten lassen sich die Mythen auf eine vergleichsweise kleine Gruppe sogenannter Mytheme und ihrer Kombinationen zurückführen. Bei den Mythemen handelt es sich um die fundamentalen Einheiten der Mythen, z. B. Held tötet Drachen. Die Mytheme gewinnen ihre Bedeutung nicht durch ihren Inhalt, sondern durch ihre Relation zu anderen Mythemen. Mythos, Dichtung und Literatur sind keine kreativen Schöpfungen, sondern die Produkte struktureller Determination. Die menschliche Wirklichkeit selbst bringt Strukturmodelle hervor. Dabei ist es das Grundprinzip, dass der Begriff der sozialen Struktur sich nicht auf die empirische Wirklichkeit bezieht, sondern auf die nach dieser Wirklichkeit konstruierten Modelle. Ebenso wie das wissenschaftliche Denken beruht das magische Denken auf der Grundannahme, dass die Erscheinungswelt systemhaft ist und damit der Ordnung und Kohärenz unterliegt. Für die Analyse magisch-totemischen Denkens verwendet Lévi-Strauss die Begriffe Kontiguität, Similarität und Opposition. Kontiguität ist zwischen zwei Dingen gegeben, die nahe beieinander liegen und im übertragenen Sinne sowohl struktural wie funktional zum selben System gehören. Bei der Similarität ist nicht die Zugehörigkeit zum selben System Bedingung, sondern dass bestimmte Dinge ein Merkmal oder mehrere Merkmale gemeinsam haben. Die Beziehung wird in diesem Fall also durch den kleinsten gemeinsamen Nenner gestiftet. Bei dem Verhältnis der Opposition werden dagegen Vorstellungen einander zugeordnet, die keinen gemeinsamen Nenner haben und einander ausschließen. Es handelt sich dabei um Gegensätze wie heilig und profan, roh und gekocht, Zölibat und Ehe, männlich und weiblich, zentral und peripher.

„Das magische Denken ist nicht ein erster Versuch, ein Anfang, eine Skizze, der Teil eines noch nicht verwirklichten Ganzen; es bildet ein genau artikuliertes System und ist in dieser Hinsicht unabhängig von dem anderen System, das die Wissenschaft später begründen wird, abgesehen von der formalen Analogie, die sie beide einander näher bringt und die aus dem ersten eine Art metaphorischen Ausdrucks der letzteren macht. Anstatt also Magie und Wissenschaft als Gegensätze zu behandeln, wäre es besser sie parallel zu setzen, als zwei Arten der Erkenntnis, die zwar hinsichtlich ihrer theoretischen und praktischen Ergebnisse ungleich sind [...], nicht aber bezüglich der Art der geistigen Prozesse, die die Voraussetzungen beider sind und sich weniger der Natur nach unterscheiden als auf Grund der Erscheinungstypen, auf die sie sich beziehen.“

In seinem 1962 veröffentlichten Werk Das wilde Denken unterschied Lévi-Strauss zwischen kalten und heißen Gesellschaften. Die Unterscheidung zwischen geschichtslosen Völkern und den anderen sei unglücklich und müsse ersetzt werden. Die kalten Gesellschaften versuchen, mittels der Institutionen, die sie sich geben, auf gleichsam automatische Weise die Wirkung zu annullieren, die die historischen Faktoren auf ihr Gleichgewicht und ihre Kontinuität haben könnten. Die heißen Gesellschaften interiorisieren entschlossen das historische Werden, um es zum Motor ihrer Entwicklung zu machen.

### Lucien Goldmann
Lucien Goldmann vertrat einen Ansatz, der als genetischer Strukturalismus bezeichnet wird. Er bemühte sich darum, bestimmte Prinzipien einer dialektischen Literaturkritik herauszuarbeiten und gleichzeitig nach den Beziehungen zwischen der literarischen Schöpfung und dem sozialen Leben zu fragen. Während für den ontologischen Strukturalismus die Struktur eine allem individuellen Denken als strukturierendes Regulativ vorgegebene Wirklichkeit ist, vertritt Goldmann die Auffassung, dass die sinnvolle Struktur im Laufe der Geschichte des menschlichen Geistes von diesem erst hervorgebracht wird. Dabei misst er der Kunst und dem kreativen Künstler eine bedeutsame Rolle zu. Er betrachtet die soziale Gruppe als eigentliches Subjekt der kulturellen Schöpfung. Innerhalb einer sozialen Gruppe bildeten sich Gefühle, Neigungen und Ideen aus. Diese entsprängen der jeweiligen wirtschaftlichen und sozialen Situation und wiesen eine gemeinsame Tendenz auf. Im Kollektivbewusstsein einer Gruppe entwickelten sich so die Elemente einer Weltanschauung, die in großen künstlerischen oder philosophischen Werken ihren kohärenten Ausdruck fänden und deren Struktur derjenigen entspreche, auf welche die Gesamtheit der Gruppe zustrebe. Goldmann geht von einer Homologie zwischen der Struktur der Werke und der Struktur der Weltanschauung einer Gruppe aus. Jede Soziologie des geistigen Lebens gehe vom Einfluss der sozialen Wirklichkeit auf die literarische Schöpfung aus. Für den von Goldmann vertretenen dialektischen Materialismus sei dies ein fundamentales Postulat. Dabei betone der dialektische Materialismus die Bedeutung der ökonomischen Faktoren und die Beziehungen zwischen den sozialen Klassen. Es gebe jedoch zahlreiche Schriftsteller und Philosophen, die einen derartigen Einfluss leugneten. Deren Meinung nach würden die geistigen Werte durch die Verbindung mit den kontingenten Erscheinungen des sozialen und ökonomischen Lebens abgewertet. Einige dieser Philosophen würden in dieser Einstellung noch durch den Wunsch bestärkt, den Marxismus als eine hauptsächlich politische Ideologie zu bekämpfen, die ihrer Meinung nach vor allem die materiellen Bedürfnisse einer ungebildeten und den geistigen Werten gegenüber unaufgeschlossenen Masse befriedigen wolle. Dagegen können nach Goldmann die wahren geistigen Werte nicht vom ökonomischen und sozialen Leben abgetrennt werden. Im Gegenteil wirkten sie gerade innerhalb dieses Lebens, indem sie versuchten, die ihm bestmögliche menschliche Gemeinschaft zu verwirklichen. Goldmann beschreibt die Geschichte als einen Prozess des Abbaus älterer Strukturen und des Aufbaus neuerer Gesamtstrukturen. Geschichte sei ein Prozess der Umstrukturierung mit dem utopischen Ziel, ein Gleichgewicht und einen Ausgleich zwischen den Kräften des Geschichtsprozesses zu finden.

„Der genetische Strukturalismus geht von der Hypothese aus, daß jedes menschliche Verhalten ein Versuch ist, auf eine besondere Situation eine sinnvolle Antwort zu geben, und daß dieses Verhalten dem Gleichgewicht zwischen dem Subjekt der Handlung und dem Objekt, auf das sie sich bezieht, d.h. der umgebenden Welt, zustrebt. Dieses Streben nach einem Gleichgewicht behält indessen immer einen labilen und provisorischen Charakter, da jedes mehr oder weniger befriedigende Gleichgewicht zwischen den geistigen Strukturen des Subjekts und der Umwelt zu einem Zustand führt, bei dem das menschliche Verhalten von sich aus die Welt verändert und dadurch das alte, einst unbefriedigende Gleichgewicht unzulänglich erscheinen läßt und eine Tendenz zu einem neuen Ausgleich hervorruft, der seinerseits später wiederum überwunden werden muß.“

Eine Struktur in ihrer allgemeinsten Form liegt nach Goldmann vor, wenn die Elemente in einer Totalität verbunden sind, die als Totalität bestimmte Besonderheiten aufweist, und wenn die Besonderheiten der Elemente vollkommen oder teilweise von denen der Totalität abhängen. Goldmann versteht im Gegensatz zum ontologischen Strukturalismus unter Struktur keine archetypische und ahistorische Struktur, die sich in den verschiedenen Einzelwerken immer wieder neu manifestiert. Eine Struktur sei vielmehr innere Kohärenz und Totalität, deren Einzelteile sich gegenseitig erklären und nur von der Gesamtstruktur her verstehen lassen. Wenn die Kriterien der Kohärenz und der Funktionalität der Teile im Rahmen einer Ganzheit vorliegen, spricht Goldmann von einer sinnvollen Struktur. Diese Kriterien seien zugleich die essentiellen Bedingungen einer Struktur. Eine sinnlose Struktur sei ein Widerspruch in sich selbst. Der Begriff der sinnvollen Struktur stelle sowohl eine Wirklichkeit als auch eine Norm dar. Der Begriff der sinnvollen Struktur definiere nicht nur den wirklichen Motor, sondern auch das Ziel, auf das die Totalität der menschlichen Gesellschaft zustrebe. Die Hypothese einer Geschichte, die von dem Streben und den Tendenzen auf eine immer umfassendere, sinnvolle und kohärente Struktur beherrscht werde, sei eine der wichtigsten positiven Hypothesen für die Erforschung der geschichtlichen Wirklichkeit. Die gesellschaftliche Zielvorstellung ist für Goldmann eine transparente Endgesellschaft, die nur aus derartigen Strukturen besteht, die ein sinnvolles und menschenwürdiges Verhalten der Individuen untereinander und zur Gesellschaft gewährleisten.

### Jacques Lacan
Strukturalistische Methoden wurden auf kulturelle Phänomene aller Art übertragen, auch auf die Psychoanalyse. Nach Jacques Lacan hat das Subjekt seinen Ursprung im symbolischen System. Das Unbewusste sei wie eine Sprache strukturiert und würde von Sprache hervorgebracht. Lacan leugnet die Einheit des cogito ergo sum, dass also das Ich, das denkt, mit dem Ich, das existiert, identisch wäre. Er behauptet stattdessen: „Ich bin nicht, wo ich denke.“ Lacan postulierte ein „Supremat des Signifikanten“ und entwickelte daraus die Struktur des Unbewussten nach Sigmund Freud. Es gibt nach Lacan keine vorgegebene Zuordnung von Signifikant und Signifikat. Entsprechend besteht auch keine fixe Bedeutung. Die Verbindungen seien jedoch nicht völlig beliebig für jeden Sinn offen. Sie gehorchten vielmehr den rhetorischen Gesetzen der Metonymie (mot à mot) und der Metapher (un mot pour un autre). Derart brächten sie eine „Topik des Unbewußten“ hervor: Die metonymische Struktur zeige an, dass die Verbindung des Signifikanten mit dem Signifikaten die Auslassung (élision) möglich mache, durch die der Signifikant den Seinsmangel (manque de l’être) in die Objektbeziehung einführe. Auf diese Weise entstehe das Begehren (désir).

### Gilles Deleuze
Gilles Deleuze versteht Struktur nicht mehr als ein methodisches Instrument der wissenschaftlichen Beschreibung und Erklärung. Es gebe Struktur nur von dem, was Sprache sei; auch wenn es eine esoterische oder nicht verbale Sprache sei. Die Orte hätten den Vorrang vor denen, die sie potentiell ausfüllten, das wahre Subjekt sei die Struktur. Das klassische Subjekt wird bei Deleuze eher zu einem Subjektivitätseffekt der Struktur. Er hat den Strukturalismus anhand von sieben Kriterien in einer Synthese prägnant zusammengefasst:
1. Das Symbolische ist der Ausgangspunkt. Es dient einer Abgrenzung von Imaginärem und Realem und ist zugleich der Entstehungs- und Seinsgrund der beiden anderen Relationen. Es dient als Struktur einer Gestaltung, die sich aus atomistischen Elementen zusammensetzt, die zugleich von der Bildung des Ganzen und den Abwandlungen ihrer Teile Rechenschaft ablegen wollen.
2. Die Struktur ist topologisch und relational. Die außerhalb der strukturalen Konstruktion selbst liegende Realität bleibt ebenso ausgeschlossen wie das Imaginäre, das das Symbolische selbst direkt bestimmt. Übrig bleibt nur ein Sinn, der aus der Stellung hervorgeht, den die strukturalen Objekte im Raum und relational einnehmen. Es wird struktural von den Objekten und den strukturalen Texturen her gedacht. Darin liegt zugleich eine Entsubjektivierung. Die Orte sind wichtiger als die Subjekte, die konkret in ihnen platziert sind. Sinn entsteht durch Kombination von Elementen in diesem Raum, wobei die Elemente selbst diesen Sinn noch nicht bezeichnen.
3. Die Elemente der Struktur sind differentiell organisiert. Das Differenzielle und das Besondere werden betont. Die symbolischen Elemente bestimmen sich gegenseitig als ein System differenzieller Verhältnisse. Sie stehen in einem System von Besonderheiten, die auf diese Verhältnisse Rücksicht nehmen und den Raum der Struktur symbolisieren. Strukturen gibt es für alle Bereiche, in denen symbolische Elemente im Blick auf differenzielle Verhältnisse und besondere Punkte, die diesen eigen sind, bestimmt werden können.
4. Strukturen sind eine Mannigfaltigkeit virtueller Koexistenz. In diesen Konstruktionen sind Strukturen in gewisser Hinsicht ideale Orte. Sie sind weitgehend unbewusst und virtuell. Von sich geht die Struktur aus zu ihren Aktualisierungen. Dabei differenziert sie sich zeitlich und räumlich und produziert sich in Arten und Teilen. Die Strukturen bleiben in dieser Produktion unbewusst, da sie notwendig von ihren Produkten oder Auswirkungen verdeckt werden. Eine ökonomische Struktur existiert beispielsweise niemals rein. Sie wird von den rechtlichen, politischen und ideologischen Beziehungen verdeckt, in denen sie sich verkörpert.
5. Die Aktualisierung der Struktur ist immer nur teilweise möglich und geschieht in Serien, zwischen denen eine Verschiebung stattfindet. Die sich bewegenden und differenzierten, in Relationen stehenden Elemente benötigen für ihre  Funktionsfähigkeit das Serielle. Nur in der Reihung, in der Wiederkehr entstehen Strukturen, die als symbolische Ordnung erscheinen. Es gibt weder reine Individualität noch reine Kollektivität, sondern nur Intersubjektivität, die in Serien auftritt. Es gibt Wirkung und Wechselwirkung.
6. Es wird um der Verschiebung willen ein leeres Feld postuliert, das von einem eminent symbolischen und paradoxen Subjekt ausgefüllt wird, das die Verbindung zwischen den Serien herstellt. Es hat keine festgelegte Bedeutung, sondern zeigt einen Sinn-Überschuss an. Die Strukturen werden aus sich heraus betrachtet. Die blinden Flecken, die Beobachter in ihren Beobachtungen aufweisen, werden den Strukturen selbst zugeschrieben. Deshalb haben Strukturen leere Felder, Rätselobjekte. Diese scheinen die Struktur selbst eigentümlich anzutreiben. Oder sie laufen einfach in ihren Serien durch und zirkulieren. Ein letztes Konstrukt, eine Letztbegründung, die das Spiel der Strukturen situiert, bleibt symbolisch leer. Aufgrund des leeren Feldes sind die differenziellen Verhältnisse empfänglich für neue Werte und Wandlungen.
7. Das klassische Subjekt hat sich den Orten und Relationen unterzuordnen. Deleuze konstatiert ein primäres symbolisches Erfüllen vor jedem sekundären Erfüllen oder Einnehmen durch reale Wesen. Das klassische Subjekt wird dabei aber nicht getötet oder beseitigt. Doch es erscheint nicht mehr als Ganzheit, nicht mehr als klar situiert und platziert. Es steht in unterschiedlichen Abhängigkeiten und zeigt seine Wandelbarkeit.

### Weitere Strukturalisten
Als Vorläufer strukturalistischer Methodik gilt der russische Folklorist Wladimir Jakowlewitsch Propp mit seinem Werk Morphologie des Märchens.
Daneben gibt es zahlreiche weitere Versuche, die strukturalistische Methode auf alle kulturwissenschaftlichen Disziplinen auszuweiten: auf die Geschichte (Annales-Schule um Fernand Braudel), mythische Diskurse oder auf die Literaturwissenschaft durch bspw. Jan Mukařovský (Prager literaturwissenschaftlicher Strukturalismus), Tzvetan Todorov und Roland Barthes. Louis Althusser unterzog Marx einer ahistorischen, strukturalistischen Untersuchung. Im Bereich der Phonetik und der Phonologie wurden schon sehr früh strukturalistische Methoden ausgearbeitet und angewandt. Die Erarbeitung des Lautschriftsystems der IPA/API (International Phonetic Association/Association phonétique internationale) kann mit diesen Anfängen in Zusammenhang gebracht werden und auch das grundlegende Werk Grundzüge der Phonologie (1939) von Nikolai Trubetzkoy.
Der kulturbezogene Strukturalismus hatte seine Hochphase in den 1960er bis 1970er Jahren. Strukturalistische Methoden wirkten vor allem in der Semiotik und Literaturtheorie fort. Beziehungen bestehen teilweise auch zur Systemtheorie und zur Psychoanalyse. Anwendungen finden sich u. a. in den Sozial- und Geisteswissenschaften, besonders der Linguistik, der Erkenntnistheorie, der Literaturwissenschaft, der Psychologie, der Soziologie, der Anthropologie bis hin zur Architektur. Jakobsons spätere Tätigkeit in den Vereinigten Staaten beeinflusste noch Noam Chomskys Arbeiten zur generativen Transformationsgrammatik. Der ökonomische Strukturalismus beruht auf der Unterscheidung von Zentrum und Peripherie als grundlegende strukturelle Charakteristik der Weltwirtschaft.

## Kritik
Von marxistischer Seite wurde der Strukturalismus wegen seiner Konzentration auf die synchronische Systembetrachtung unter Vernachlässigung von Geschichtlichkeit und evolutionärer Entwicklung kritisiert. Eine kritische Auseinandersetzung mit dem Strukturalismus brachten auch philosophische Strömungen, die später als Poststrukturalismus bezeichnet wurden. Die Diskursanalyse von Michel Foucault ist in ihrer Beziehung zum Strukturalismus umstritten. Foucault selbst hat sich mehrfach kritisch gegen eine einfache Beiordnung zu strukturalistischen Schulen geäußert. Die von Jacques Derrida entwickelte Dekonstruktion wendet sich ebenfalls kritisch gegen wesentliche Thesen des klassischen Strukturalismus. Auf die Problematik, den Strukturalismus als ein einheitliches Konzept zu bezeichnen, hatte Lévi-Strauss hingewiesen:

„Ich glaube auch nicht, daß man heute noch von einem Strukturalismus sprechen kann. Es gab eine ganze Menge von Richtungen, die sich als strukturalistisch ausgaben, und andere, die man von außen her als strukturalistisch bezeichnete, obwohl sie es nach Ansicht ihrer Vertreter selber gar nicht waren.“